# Ernst Labin
Pour les articles homonymes, voir Labin (homonymie).
Ernst Labin (mort le 21 juillet 1967) a été président de l'International Skating Union (ISU) de juin à juillet 1967.

## Biographie
Ernst Labin représente la fédération autrichienne de patinage au congrès de l'ISU en 1957 à Salzbourg, puis devient membre du conseil de l'ISU de 1959 à 1967.
Il succède à la présidence de l'ISU à James Koch en juin 1967, mais meurt un mois plus tard le 21 juillet 1967. C'est le français Jacques Favart qui lui succède à cette fonction.
En 1969, il devient membre d'honneur de l'ISU à titre posthume.

## Sources
- James R. Hines, Historical Dictionary of Figure Skating, 2011 (lire en ligne)